# El Terrero (San Miguel Totolapan)
El Terrero es una localidad del estado mexicano de Guerrero. Es parte del municipio de San Miguel Totolapan.

## Demografía
| Gráfica de evolución demográfica |
|                                  |

| Censo | Población |
| ----- | --------- |
| 1900  | 327       |
| 1910  | 296       |
| 1921  | 452       |
| 1930  | 440       |
| 1940  | 493       |
| 1950  | 595       |
| 1960  | 653       |
| 1970  | 998       |
| 1980  | 1 229     |
| 1990  | 1 573     |
| 2000  | 1 414     |
| 2010  | 1 490     |
| 2020  | 1 608     |